# Comuna Bargłów Kościelny
Comuna Bargłów Kościelny este o comună (în poloneză: gmina) rurală în powiat Augustów, voievodatul Podlasia, Polonia.
Comuna acoperă o suprafață de 187,57 km² și are, potrivit datelor din anul 2006, o populație de 5.783.